# Chrom(IV)-chlorid
Chrom(IV)-chlorid, auch Chromtetrachlorid, ist eine instabile chemische Verbindung der Elemente Chrom und Chlor.

## Gewinnung und Darstellung
Chrom(IV)-chlorid kann durch Reaktion von Chrom(III)-chlorid mit Chlor bei hohen Temperaturen gewonnen werden:
{\displaystyle {\ce {2 CrCl3 + Cl2 -> 2 CrCl4}}}
Aufgrund der Dissoziation von Chrom(III)-chlorid bei dieser Temperatur entsteht Chlor(IV)-chlorid auch über die folgende Reaktion, bei der auch Chrom(II)-chlorid gebildet wird:
{\displaystyle {\ce {2 CrCl3 -> CrCl2 + CrCl4}}}

## Eigenschaften
Chrom(IV)-chlorid liegt als brauner Feststoff vor. Es zerfällt bei einer Temperatur von über −80 °C in Chrom(III)-chlorid und Chlor.